# سنجاقک‌بال‌مانان
سنجاقک‌بال‌مانان (نام علمی: Odonatoptera) نام یک فراراسته از دسته دیرینه‌بالان است.